# Paraguay i olympiska sommarspelen 2012
Paraguay deltog i olympiska sommarspelen 2012 som ägde rum i London i Storbritannien mellan den 27 juli och den 12 augusti 2012.

## Bordtennis
- Huvudartikel: Bordtennis vid olympiska sommarspelen 2012

Herrar
| Spelare         | Gren   | Inledande omgång     | Runda 1              | Runda 2              | Runda 3              | Runda 4              | Kvartsfinal          | Semifinal            | Final                | Final            |
| Spelare         | Gren   | Motståndare Resultat | Motståndare Resultat | Motståndare Resultat | Motståndare Resultat | Motståndare Resultat | Motståndare Resultat | Motståndare Resultat | Motståndare Resultat | Placering        |
| --------------- | ------ | -------------------- | -------------------- | -------------------- | -------------------- | -------------------- | -------------------- | -------------------- | -------------------- | ---------------- |
| Marcelo Aguirre | Singel | BYE                  | Diduch (UKR) L 3–4   | Gick inte vidare     | Gick inte vidare     | Gick inte vidare     | Gick inte vidare     | Gick inte vidare     | Gick inte vidare     | Gick inte vidare |

## Friidrott
- Huvudartikel: Friidrott vid olympiska sommarspelen 2012

Förkortningar
- Notera – Placeringar gäller endast den tävlandes eget heat
- Q = Kvalificerade sig till nästa omgång via placering
- q = Kvalificerade sig på tid eller, i fältgrenarna, på placering utan att ha nått kvalgränsen
- NR = Nationellt rekord
- N/A = Omgången inte möjlig i grenen
- Bye = Idrottaren behövde inte delta i omgången

Herrar
Bana och väg
| Idrottare       | Gren  | Heat     | Heat      | Semifinal        | Semifinal        | Final            | Final            |
| Idrottare       | Gren  | Resultat | Placering | Resultat         | Placering        | Resultat         | Placering        |
| --------------- | ----- | -------- | --------- | ---------------- | ---------------- | ---------------- | ---------------- |
| Augusto Stanley | 400 m | 47.21    | 6         | Gick inte vidare | Gick inte vidare | Gick inte vidare | Gick inte vidare |

Damer
Fältgrenar
| Idrottare    | Gren          | Kval  | Kval      | Final            | Final            |
| Idrottare    | Gren          | Längd | Placering | Längd            | Placering        |
| ------------ | ------------- | ----- | --------- | ---------------- | ---------------- |
| Leryn Franco | Spjutkastning | 51.45 | 34        | Gick inte vidare | Gick inte vidare |

## Judo
Herrar
| Idrottare       | Gren                   | 32-delsfinal         | Sextondelsfinal          | Åttondelsfinal       | Kvartsfinal          | Semifinal            | Återkval             | Bronsmatch           | Final                | Final            |
| Idrottare       | Gren                   | Motståndare Resultat | Motståndare Resultat     | Motståndare Resultat | Motståndare Resultat | Motståndare Resultat | Motståndare Resultat | Motståndare Resultat | Motståndare Resultat | Placering        |
| --------------- | ---------------------- | -------------------- | ------------------------ | -------------------- | -------------------- | -------------------- | -------------------- | -------------------- | -------------------- | ---------------- |
| Abraham Acevedo | Halv lättvikt (-66 kg) | BYE                  | García (AND) L 0001–0020 | Gick inte vidare     | Gick inte vidare     | Gick inte vidare     | Gick inte vidare     | Gick inte vidare     | Gick inte vidare     | Gick inte vidare |

## Rodd
Damer
| Idrottare          | Gren          | Heat    | Heat      | Återkval | Återkval  | Kvartsfinal | Kvartsfinal | Semifinal | Semifinal | Final   | Final     | Final |
| Idrottare          | Gren          | Tid     | Placering | Tid      | Placering | Tid         | Placering   | Tid       | Placering | Tid     | Placering |       |
| ------------------ | ------------- | ------- | --------- | -------- | --------- | ----------- | ----------- | --------- | --------- | ------- | --------- | ----- |
| Gabriela Mosqueira | Singelsculler | 7:52,07 | 3 QF      | BYE      | BYE       | 8:14,36     | 5 SC/D      | 8:10,15   | 6 FD      | 8:34,51 | 20        |       |

## Tennis
| Spelare              | Gren      | Omgång 1                             | Omgång 2          | Åttondelsfinaler  | Kvartsfinaler     | Semifinaler       | Final / BM        | Final / BM       |
| Spelare              | Gren      | Motståndare Poäng                    | Motståndare Poäng | Motståndare Poäng | Motståndare Poäng | Motståndare Poäng | Motståndare Poäng | Placering        |
| -------------------- | --------- | ------------------------------------ | ----------------- | ----------------- | ----------------- | ----------------- | ----------------- | ---------------- |
| Verónica Cepede Royg | Damsingel | Lepchenko (USA) L 5–7, 7–6(8–6), 2–6 | Gick inte vidare  | Gick inte vidare  | Gick inte vidare  | Gick inte vidare  | Gick inte vidare  | Gick inte vidare |